# Dihammaphora meissneri
Dihammaphora meissneri là một loài bọ cánh cứng trong họ Cerambycidae.